# Lista rezervațiilor naturale din județul Gorj
Lista rezervațiilor naturale din județul Gorj cuprinde ariile protejate de interes național (rezervații naturale), aflate pe teritoriul administrativ al județului Gorj, declarate prin Legea Nr. 5 din 6 martie 2000 (privind aprobarea Planului de amenajare a teritoriului național - Secțiunea a III-a - arii protejate).

## Lista ariilor protejate
| Denumirea ariei protejate             | Cod       | Localizare      | Categorie IUCN | Tip                     | Suprafață (ha) | Observații (foto)   |
| ------------------------------------- | --------- | --------------- | -------------- | ----------------------- | -------------- | ------------------- |
| Cheile Corcoaiei                      | RONPA0443 | Padeș           | IV             | mixt                    | 34             |                     |
| Cheile Oltețului și Peștera Polovragi | RONPA0461 | Polovragi       | IV             | mixt                    | 150            | Cheile Oltețului    |
| Cheile Sohodolului                    | RONPA0459 | Runcu           | IV             | mixt                    | 350            | Cheile Sohodolului  |
| Cheile și Peștera Pătrunsa            | RONPA0943 | Runcu           | IV             | mixt                    | 78             |                     |
| Cotul cu Aluni                        | RONPA0453 | Tismana         | IV             | botanic                 | 25             |                     |
| Ciucevele Cernei                      | RONPA0440 | Padeș           | IV             | mixt                    | 1.166          |                     |
| Cornetul Pocruiei                     | RONPA0462 | Tismana         | IV             | mixt                    | 70             |                     |
| Dealul Gornăcelu                      | RONPA0474 | Gornăcel        | III            | mixt                    | 1              | monument al naturii |
| Formațiunile eocene de la Săcelu      | RONPA0458 | Săcelu          | IV             | geologic                | 1              |                     |
| Izbucul Jaleșului                     | RONPA0449 | Runcu           | III            | geologic                | 20             | monument al naturii |
| Izvoarele Izvernei                    | RONPA0448 | Tismana         | III            | mixt                    | 500            | monument al naturii |
| Izvoarele minerale Săcelu             | RONPA0473 | Săcelu          | III            | mixt                    | 1              | monument al naturii |
| Locul fosilifer Gârbovu               | RONPA0465 | Turceni         | IV             | paleontologic           | 1              |                     |
| Locul fosilifer Groșerea              | RONPA0464 | Aninoasa        | IV             | paleontologic           | 1              |                     |
| Locul fosilifer Valea Deșului         | RONPA0468 | Vladimir        | IV             | paleontologic           | 1              |                     |
| Locul fosilifer Buzești               | RONPA0466 | Crasna          | IV             | paleontologic           | 1              |                     |
| Locul fosilifer Săulești              | RONPA0467 | Săulești        | IV             | paleontologic           | 1              |                     |
| Muntele Oslea                         | RONPA0460 | Padeș, Tismana  | IV             | geologic și floristic   | 280            |                     |
| Pădurea Bărcului                      | RONPA0471 | Novaci          | IV             | forestier               | 25             |                     |
| Pădurea Gorganu                       | RONPA0456 | Motru Sec       | IV             | forestier și floristic  | 21,30          |                     |
| Pădurea Polovragi                     | RONPA0457 | Polovragi       | IV             | forestier și floristic  | 10             |                     |
| Pădurea Tismana-Pocruia               | RONPA0455 | Tismana         | IV             | forestier și floristic  | 51,60          |                     |
| Peștera Gura Plaiului                 | RONPA0450 | Tismana         | III            | speologic               | 10             | monument al naturii |
| Peștera Lazului                       | RONPA0451 | Padeș           | III            | speologic               | 2              | monument al naturii |
| Peștera Iedului                       | RONPA0452 | Baia de Fier    | III            | speologic               | 1              | monument al naturii |
| Peștera Martel                        | RONPA0442 | Padeș           | III            | speologic               | 2              | monument al naturii |
| Peștera Muierilor                     | RONPA0441 | Baia de Fier    | III            | speologic               | 19             | monument al naturii |
| Piatra Biserica Dracilor              | RONPA0447 | Blahnița de Sus | III            | geologic                | 1              | monument al naturii |
| Piatra Buha                           | RONPA0445 | Săcelu          | III            | geologic și peisagistic | 1              | monument al naturii |
| Piatra Cloșanilor                     | RONPA0439 | Padeș           | IV             | geologic și floristic   | 1.730          |                     |
| Piatra Boroștenilor                   | RONPA0463 | Peștișani       | IV             | geologic și floristic   | 28             |                     |
| Piatra Andreaua                       | RONPA0446 | Sohodol         | III            | geologic și peisagistic | 1              | monument al naturii |
| Rezervația botanică Cioclovina        | RONPA0454 | Tismana         | IV             | botanic                 | 12             |                     |
| Sfinxul Lainicilor                    | RONPA0444 | Bumbești-Jiu    | III            | geologic și peisagistic | 1              | monument al naturii |
| Stâncile Rafailă                      | RONPA0472 | Bumbești-Jiu    | III            | geologic și peisagistic | 1              | monument al naturii |
| Valea Ibanului                        | RONPA0470 | Bobu            | IV             | paleontologic           | 1              |                     |
| Valea Sodomului                       | RONPA0469 | Săcelu          | IV             | paleontologic           | 1              |                     |